# デビルズライン
『デビルズライン』は、花田陵による日本の漫画作品。講談社の漫画雑誌『月刊モーニングtwo』にて、2013年5月号から2019年2号まで本編が連載された後、番外編が同年3号から7号まで連載。後年に続編『デビルズラインII［逆襲］』（デビルズラインツー トリガー）が同誌にて2022年3号より連載中。略称は「デビライ」「デビズラ」など。
「みんなが選ぶTSUTAYAコミック大賞2017」ではネクストブレイク部門2位にランクイン。2025年3月時点で電子版を含めた累計発行部数は290万部を突破している。

## あらすじ

### 本編
吸血欲をもった「鬼」と呼ばれる存在が静かに息づく現代日本。人と鬼のハーフであり、警視庁公安五課で鬼の犯罪を取り締まっている安斎結貴は、捜査の最中、大学院生の平つかさと出会う。惹かれあう2人は、やがて鬼の抹殺を企てる組織「CCC」や、それを裏で操る黒幕の陰謀に巻き込まれていく。

## 登場人物

### 主要人物
安斎結貴（あんざい ゆうき）
声 - 松岡禎丞
本作の主人公。1992年1月15日生まれ。21歳。身長176センチメートル。ハイブリッド計画第15期において佐古みどりの卵子と安斎環の精子によって生み出された人と鬼のハーフであり、計画に参加していた武谷伊吹（声 - 庄司宇芽香）による代理出産で誕生した。幼いころから吸血欲に乏しかったためONLにReMIとして監視されながら成長し、ONLO高等部を卒業後は警視庁公安五課F班に配属される。階級は巡査。
過去のトラウマから鬼の吸血欲を嫌悪しており、当初は鬼と人間は別々に生きるべきと考えていた。しかし、捜査中につかさと出会ったことを機に吸血欲が覚醒。つかさを傷つけないかと懸念しながらも恋愛関係となり、吸血欲制御のためのトレーニングに協力してもらうようになる。
CCCとの攻防や鬼関連の事件を経て、自分の中にいる鬼と向き合う決意をして警察を依願退職。世間に鬼排斥の風潮が広まる中、実父母の存在から人間と鬼が共存する方法を模索するようになる。
平つかさ（たいら つかさ）
声 - 石川由依
本作のヒロイン。3月21日生まれ。身長153センチメートル。景央大学大学院博士課程1年生。鬼だった同級生の肖太を結貴が確保したことがきっかけで彼と知り合い、やがて付き合うこととなる。ゼロナナの襲撃の際に安斎をかばって以降、顔に深い切り傷が残っている。
心優しい性格で、結貴を含む鬼への抵抗感や嫌悪感は少なく、鬼の本能に苛まれる結貴のためなら自身の血を提供することも厭わない精神の持ち主でもある。結貴が菊原の策略によって重傷を負った際は、結貴の救助のため血液を与えている。これによって一時的に結貴と接近禁止となるが、それが彼にとって気持ちを整理するために必要なことであることだと受け入れる。その後、鬼の排斥運動が活発になってからは、文科系の面から鬼に関する研究を行おうと考えるようになる。

### 警視庁公安五課F班
沢崎孝（さわざき たかし）
声 - 細谷佳正
F班班長。11月20日生まれ。身長177センチメートル。同じ班の安斎やジルを仲間として大事な存在としてとらえている。元は捜査一課殺人犯捜査第5係に所属しており、5年前に鬼の連続失踪事件の捜査で指揮をとった際、共同捜査していた鬼の雪森要を始めとする多くの被害者を出したことで公安五課に左遷された過去をもつ。
後に菊原から部下の管理が行えていないと言われ、石丸と交代の形で班長を降格させられる。F班解散後は庶務係である1係に異動となる。
ジュリアナ・ロイド / ジル
声 - 沢城みゆき
日本に亡命したロシア出身の鬼とアメリカ出身の鬼の間に生まれた女性。7月3日生まれ。身長174センチメートル。公安五課を鬼の自分がいることのできる唯一の居場所と捉えていた。5年前は第5係B班に所属していた。F班解散後はY班に異動となる。沢崎に対して恋愛感情を抱いている。
柳劉生（やなぎ りゅうせい）
声 - 日野聡
F班に出向していた血液内科医。7月9日生まれ。身長168センチメートル。主に結貴の身体検査や鎮静剤の手配などを担当する。F班解散後は出向元の病院に戻る。
朝海洋祐（あさみ ようすけ）
声 - 興津和幸
沢崎と同期の捜査一課の刑事。9月15日生まれ。身長185センチメートル。既婚。公安五課の人事異動に伴い、臨時でF班に編入される。F班解散後は捜査一課に戻る。
石丸惠巳（いしまる めぐみ） / ジェイソン
声 - 石田彰
公安五課A班所属の警部補で、CCCの構成員。4月28日生まれ。身長170センチメートル。菊原の推薦で沢崎に代わってF班班長となる。鬼と間違えられるほど不健康な顔をしている。
その正体は、CCCのメンバーが記されている帳簿を見つけるため、経歴を詐称してCCCに潜入していた公安総務課第六公安捜査11係の捜査員。F班解散後は元の係に戻る。

### 鬼
李ハンス（り ハンス） / ヨハネス・クレーマン
声 - 木村良平
安斎とゼロナナの戦闘の最中突如現れた人と鬼のハーフ。1月18日生まれ。身長181センチメートル。結貴やつかさ、F班と面識をもち、CCCの作戦B以降は結貴たちと行動を共にする。血に慣れるために非合法に入手した血液を毎日摂取しており、効果が持続している間は左眼のみ変異している。
その正体はハイブリッド出産計画で生み出されたドイツ国籍の不確定ReMI。ONLでは「ハイブリッド出産計画第15期生白組7番」として20年にわたり創傷治癒の実験に駆り出されていたが、「空を見たい」という素朴な願いから組織を脱走した過去をもつ。
CCCアジト襲撃後は元F班の面々と別れて独自に行動。道すがら鬼狩りに襲われる鬼たちを助けていたことから、「銀の狼」というあだ名で呼ばれるようになる。
秋村肖太（あきむら しょうた）
声 - 下野紘
つかさの同級生であった鬼。つかさに想いを寄せていたが、既に吸血欲が覚醒してしまっており、つかさへの吸血を拒む一方で、彼女以外の人間の女性を狙った強姦殺人を繰り返していた。つかさと共に帰宅している途中、尾行していた結貴によって逮捕された。事件後、内密にONLに引き取られる。
片桐龍之介（かたぎり りゅうのすけ） / おりょう
声 - 平川大輔
狭間町のバーで働いていたニューハーフの鬼。36歳。同じ店で働いていた女性の殺人事件で、過去の経験から女性を殺した店長に報復しかねないという理由で逃走したが、結貴とつかさに発見され保護される。その後は完全会員制の鬼専用のバー・クロスに勤務。ジューゴの殺害現場を目撃し、通報したことでゼロヨンに狙われるが、結貴とハンスに助けられる。しかし、一連の事件が原因で親友だった同僚が死亡してしまった。
安斎環（あんざい たまき）
声 - 宮野真守
結貴の実父。6月1日生まれ。血縁者にイギリス出身の祖母がいるクォーター。
かつては同じ大学学科の後輩だった人間の金田美歩と10年以上付き合っていた優しい鬼だったが、美歩が強姦され自殺に追い込まれたことで復讐心に駆られ、釈放された実行犯の男たちを殺害、さらに周囲にいた家族や通行人をも襲撃し、結果15人もの人間を死傷させた過去を持つ。その後は死刑判決を受けながらも重度の血液依存症に陥っていたため、内密にONLに引き取られ、今なお施設の地下で監視下にある。みどりとは殺人を犯してから19年後にハイブリッド計画のなかで交流を重ねて恋愛関係に発展し、彼女の内縁の夫として付き合っている。また、菊原とともに結貴にトラウマを植え付けたことを後悔しており、結貴との再会を望んでいる。

### CCC
ゼロツー / 菊原 桐郎（きくはら きりお）
声 - 櫻井孝宏
CCCの指揮官で、公安五課A班班長を務める警部。2月1日生まれ。ゼロイチの指示に従いながらも独自の目的をもって行動している。
目的のためなら人も鬼も関係なく殺す冷酷非情な性格で、肉体関係を強要していた母親をベランダから抱え落とし殺害した過去を持つ。当時巡査部長だったころに環の調査でONLOに赴き、そこで幼少期の結貴と邂逅すると同時に彼との友好を築くが、環と結貴にトラウマを植え付けている。
ゼロナナ / 天城那々子（てんじょう ななこ）
声 - 東山奈央
CCCの狙撃手。9月3日生まれ。鬼に強い憎しみを抱いており、多くの鬼を射殺している。一方で人殺しはしない主義で、つかさには結貴との関わりを見直すように進言している。
幼いころ、母さゆりの恋人で彼女を強姦殺人した公安五課の森澤研一（声 - 菅原慎介）を銃殺した過去をもつ。傷心のまま養父の下で生活していたところ、養父の教え子だった菊原に出会い、彼によって鬼の存在を否定するように教え込まれた。この過程で菊原に好意を抱くが、森澤の件で男女間の好意に嫌悪感を抱え、気付かないふりをしていた。
人間を傷つける作戦Bの中止を菊原に進言したためCCCから追われる立場となるが、つかさの助力により逃走に成功。その後は菊原を止めるため、F班に捜査協力する。
ゼロキュー / 吉井健一（よしい けんいち）
声 - 蒼井翔太
CCCの開発を担当する少年。4月2日生まれ。機械いじりが趣味で、人と鬼を見分けるサーモグラフィレンズなどを開発している。
ゼロナナに好意を寄せており、処分されそうになった彼女とともに組織から逃亡する。ゼロナナに菊原への好意を認識するよう行動をとる。その後は、F班に捜査協力する。
ジューゴ / 村上蓮（むらかみ れん）
声 - 山下大輝
CCCの戦闘員である元フリーター。12月9日生まれ。作戦Bの実行犯として女性リポーターを切りつけるが、菊原によって証拠隠滅のために殺害される。
ゼロヨン / 仲村航平（なかむら こうへい）
声 - 竹本英史
CCCの戦闘員であるテレビカメラマン。作戦Bでは女性リポーターが鬼に襲われる場面をリポートしようとする。その後、ジューゴの殺害現場を目撃した片桐の口封じをしようとするが、駆けつけた安斎と李によって阻止され逮捕される。その後は拘置されていたが、逃走を図ったため射殺される。
イレブン / 住森麻夕（すみもり まゆ）
声 - 山村響
CCCの情報収集および経理を担当する女。7月7日生まれ。26歳。おかめのような不細工な容貌や下の名前にコンプレックスを持つ。
就活に失敗したところを父親の知り合いだった菊原に勧誘され、組織に入った。菊原に好意を寄せていたが、度重なる指揮の不満から嫌悪へ変わり、牧村へ好意を寄せるようになる。後に人員整理によって牧村に殺害されそうになるが見逃され、F班に保護される。CCCアジトでの攻防の中でF班の元から逃げ出し、瀕死だった牧村とともに家族を頼って逃亡。牧村の回復後は彼と行動をともにする。
レーロク / 牧村武史（まきむら たけし）
声 - 神谷浩史
CCCのスナイパーで、公安五課B班所属の巡査部長。沢崎とは同期。3月5日生まれ。37歳。
その正体は公安総務課第六公安捜査11係の捜査員で、石丸と共にCCCの全貌を追っている。村上殺害の目撃関係者を避難させようとするが、誤解され発砲されてしまい銃殺してしまう。自責の念を抱き警察手帳をその場へ残しCCCとして逃亡中のゼロナナを追う。CCCアジトでの攻防の最中、菊原に自首を促すが拒否され、クイーンの配下の狙撃によって瀕死の重傷を負うも、住森に助けられて一命をとりとめる。住森へ好意を寄せるようになるが、はっきりとした気持ちかわからないと関係は曖昧としている。
ゼロゴ / 牛尾直也（うしお なおや）
声 - 逢坂良太
CCCの戦闘員で、公安五課C班所属のスパイ。9月23日生まれ。顔には学生時代にいじめを抑制するために自らアイロンでつけた痣がある。
つかさを殺害しようと発砲したが、結貴がつかさを救出したため失敗に終わる。CCCアジトでの攻防後に何者かに殺害されそうになったため、C班によって身柄を拘束され監視下におかれるも逃亡に成功する。
ゼロイチ / 白勢叶芽（しらせ かなめ）
声 - 榊原良子
厚生労働大臣政務官を務める鬼。1月4日生まれ。CCCに資金援助を行っている。
クイーン / 神埼昭仁（かんざき あきひと）
声 - 花澤香菜
CCCの男性医師。Xジェンダー。12月30日生まれ。5年前から鬼の生態について研究している。軍事屋としての側面もあり、配下にReMIなどで構成された戦闘部隊を有している。

### その他の人物
佐古みどり（さこ みどり） / 安斎みどり（あんざい みどり）
声 - 浅野まゆみ
結貴の実母。ONL生態研究部部長。8月6日生まれ。ハイブリッド出産計画では自身の卵子を提供している。結貴には自分が実母であることを明かしていなかったが、後に結貴との再会を通じて出生の経緯を明かし、つかさとの仲を後押しする。
加納昭雄（かのう あきお）
声 - 緒方賢一
鬼専門の心療内科医で、R2PCの委員。結貴やハンスのことについても精通している。
阪木敏郎（さかき としろう）
声 - 中谷一博
F班の面々がたむろする酒屋「バー・サカキ」の店主。ビルの賃貸経営も行っており、空き部屋につかさを保護する。
戸田ミワコ（とだ ミワコ）
声 - 内山夕実
つかさの親友。10月23日生まれ。一浪していてつかさより一歳年上。記者を目指している。つかさが鬼の結貴との恋愛を始めたことを知り、関係を心配している。
馮 静（フェン ジン）
声 - 北原沙弥香
中国系の女性医師。研究所を脱走した鬼のヨハネスに「李ハンス」の名をつけた。ハンスに血を提供している。
落合慶司（おちあい けいし）
声 - 千葉進歩
景央大学の教師だった男。つかさに性的暴行を行ったため、逆上した結貴から制裁を受け重傷を負うと同時に逮捕され懲戒免職となった。その後、鬼狩りの活動に参加している。

## 用語
吸血鬼
限りなく人に近い生物。 劇中では主に「鬼」と呼ばれ、法律などでは「紅目」「紅眼人種」と呼称される。個体数は少なく、日本では総人口の約0.01パーセントしか存在しないため、その存在は公にはされていない。
通常より体温が10度ほど低い点や、常人を凌駕する身体能力、治癒能力を有する点を除けば、生物学的にはヒトと変わりがないとされる。しかし、人間の血を認識したり感情が高ぶると、紅眼の発現、犬歯や爪の伸長といった変異反応が現れ、吸血欲に従い近しい者でも本能のまま襲おうとする。このため、吸血欲を抑えるには鎮静剤を打つなどの対処が必要となる。人との間に子孫を残すことは難しく、近親交配が進んだことで遺伝的多様性が弱まった結果、寿命は短いとされる。
池袋事件と名付けられたCCCによる作戦Bによって存在が明らかになってからは、排斥運動が活発化する。一方でその身体能力を見込まれ、警備会社が警察を追われた鬼を雇用しようとする動きも生じる。
良性変異反応
感覚が鋭敏になり、筋力も100パーセントに近い状態で発揮できる状態。このとき、理性は多少なりとも残されている。
完全変異
一度に大量の血液摂取などを行ったことで理性を完全に失った状態。犬歯や爪がさらに伸長し、通常の変異以上の身体能力を発揮する一方、重度の血液依存症で変異が解けなくなるリスクも存在する。
ReMI
正式名称は「Redeye's Metamorphic Insufficience（変異不全症）」。吸血欲や変異の程度がほとんど見られない症状およびその罹患者を指す。
不確定ReMI
ハイブリッド計画で誕生したReMIの内、何らかの条件で吸血欲などの体質変化が見られるようになったReMI。李と安斎が該当し、両名は血液を摂取しながらも一定の条件を満たすことで、特殊な紅眼が発現し、安静時と変わらない状態を保つことが可能となる。

警視庁公安五課
鬼の被疑者取り締まりや、鬼に関する組織の調査などを行うセクション。各班には人間の捜査員のほかに鬼の捜査員も配属され、連携しながら業務に当たる。鬼の排斥の風潮によって多くの鬼が解雇される。
F班
安斎が所属するチーム。バー・サカキを拠点に、文京区などで活動している。独自にCCCアジトを襲撃したことを咎められ、解散となる。

帯広国立研究所
略称は「ONL」。1956年に初めて鬼の存在を確認してから、鬼の生態や医療について研究している独立行政法人。1963年からは、鬼と人間の間に産まれた希少な子世代がReMIか否かを研究する「ハイブリッド出産計画」を指揮している。
帯広国立研究所付属児童養護施設
略称は「ONLO（オンロ）」。鬼の孤児やハイブリッド出産計画で生み出されたハーフを育てる養護施設。

CCC
正式名称は「Chosen Civil Community（選ばれた市民の共同体）」。正体を隠されてきた鬼の存在を公表し、その絶滅を図る組織。構成員には警察の人間や政府関係者などもおり、全員がコードネームで呼ばれる。
鬼への排斥が広まり、それらに関する法整備が整った後は、普通のNPO法人として機能し、ほとんどのメンバーが抹殺対象となる。
R2PC
正式名称は「Redeyes' Rights Protection Committee（紅眼人種権利保護権利委員会）」。鬼の人権保護を目的としている。

## 書誌情報
- 花田陵 『デビルズライン』 講談社〈モーニングKC[注釈 3]〉、全14巻
  1. 2013年9月20日発売[12]、ISBN 978-4-06-387255-2
  2. 2014年4月23日発売[13]、ISBN 978-4-06-388329-9
  3. 2014年8月22日発売[14]、ISBN 978-4-06-388363-3
  4. 2015年1月23日発売[15]、ISBN 978-4-06-388418-0
  5. 2015年6月23日発売[16]、ISBN 978-4-06-388470-8
  6. 2015年11月20日発売[17]、ISBN 978-4-06-388533-0
  7. 2016年4月22日発売[18]、ISBN 978-4-06-388588-0
  8. 2016年9月23日発売[19]、ISBN 978-4-06-388634-4
  9. 2017年2月23日発売[20]、ISBN 978-4-06-388698-6
    - 『ミニ画集付き特装版』同日発売[21]、ISBN 978-4-06-362352-9

  10. 2017年7月21日発売[22]、ISBN 978-4-06-510047-9
    - 『モノクロイラスト集付き特装版』同日発売[23]、ISBN 978-4-06-510059-2

  11. 2018年3月23日発売[24]、ISBN 978-4-06-510807-9
    - 『CD付き特装版』2018年3月22日発売[25]、ISBN 978-4-06-510858-1

  12. 2018年8月23日発売[26]、ISBN 978-4-06-512639-4
    - 『OAD付き限定版』同日発売[27]、ISBN 978-4-06-512883-1

  13. 2019年2月22日発売[28]、ISBN 978-4-06-514670-5
    - 『「DEVILSLINE CALENDAR」付き限定版』同日発売[29]、ISBN 978-4-06-514671-2

  14. 2019年6月21日発売[30]、ISBN 978-4-06-516025-1
    - 『ドラマCD付き限定版』同日発売[31]、ISBN 978-4-06-515494-6
- 花田陵 『デビルズラインII［逆襲］』 講談社〈モーニングKC〉、既刊6巻（2025年3月21日現在）
  1. 2022年6月22日発売[32]、ISBN 978-4-06-528191-8
  2. 2022年11月22日発売[33]、ISBN 978-4-06-529857-2
  3. 2023年5月23日発売[34]、ISBN 978-4-06-531747-1
  4. 2023年12月21日発売[35]、ISBN 978-4-06-533587-1
  5. 2024年9月20日発売[36]、ISBN 978-4-06-536842-8
  6. 2025年3月21日発売[4]、ISBN 978-4-06-538763-4

## アニメ
2017年7月にアニメ化が発表され、2018年4月から6月にかけてAT-X、TOKYO MXほかにて放送された。2018年8月23日発売の単行本第12巻限定版には、最終回に続くOADが付属。

### スタッフ
- 原作 - 花田陵[38]
- 監督 - 中野英明[38]
- 助監督 - 水野竜馬（第2話、第5話、第6話、第8話 - 第12話）
- シリーズ構成 - 古怒田健志、久尾歩[38]
- キャラクターデザイン - 川口千里[38]
- アクション作画監督 - 才木康寛[38]
- プロップデザイン - 杉村友和[38]
- 美術監督 - 黛昌樹[38]
- 色彩設計 - 山上愛子[38]
- 撮影監督 - 浅川茂輝[38]
- 編集 - 木村佳史子[38]
- 音響監督 - なかのとおる[38]
- 音楽 - 澁江夏奈[38]
- 音楽制作 - キングレコード[38]
- プロデューサー - 高橋きさら、齋藤一美、山崎慶彦
- アニメーションプロデューサー - 米沢恵美
- アニメーション制作 - プラチナビジョン[38]
- 製作 - デビルズライン製作委員会（テレビアニメ）[38]、デビルズラインOAD製作委員会（OVA）

### 主題歌
「Eclipse」
蒼井翔太によるオープニングテーマ。作詞・作曲は上松範康、編曲は藤間仁。
「そっと溶けてゆくように」
宮野真守によるエンディングテーマ。作詞は由潮、作曲・編曲はTSUGE。

### 各話リスト
| 話数           | サブタイトル          | 脚本       | 絵コンテ | 演出              | 作画監督                     | 総作画監督        |
| -------------- | --------------------- | ---------- | -------- | ----------------- | ---------------------------- | ----------------- |
| Line.1         | ダークサイド          | 古怒田健志 | 加藤顕   | 奥野浩行          | 伊藤美奈                     | 小林利充 川口千里 |
| Line.2         | セーフハウス          | 久尾歩     | 加藤顕   | 加藤顕            | 南伸一郎                     | 小林利充 川口千里 |
| Line.3         | パラドクス            | 古怒田健志 | 小川浩司 | 水野竜馬          | 梶浦紳一郎 小川浩司          | 小林利充          |
| Line.4         | モンスター            | 久尾歩     | 吉川博明 | 水野竜馬          | 南伸一郎 伊藤美奈            | 小林利充          |
| Line.5         | プランB               | 古怒田健志 | 吉川博明 | 加藤顕            | 伊藤美奈                     | 川口千里          |
| Line.6         | ドグマティック        | 久尾歩     | 種村綾隆 | 種村綾隆          | 南伸一郎                     | 小林利充          |
| Line.7         | チェイサー            | 久尾歩     | 吉川博明 | 水野竜馬          | 南伸一郎                     | 川口千里          |
| Line.8         | オフライン            | 古怒田健志 | 中野英明 | 奥野浩行          | 三好和也 奥野浩行            | 小林利充          |
| Line.9         | コマンド              | 久尾歩     | 吉川博明 | 中野英明          | 南伸一郎 小川浩司            | 川口千里          |
| Line.10        | エゴディフェンス      | 古怒田健志 | 奥野浩行 | 奥野浩行          | 三好和也 伊藤美奈            | 小林利充          |
| Line.11        | ウロボロス            | 久尾歩     | 吉川博明 | 水野竜馬          | 梶浦紳一郎 南伸一郎          | 小林利充          |
| Line.12        | デビルズライン        | 古怒田健志 | 吉川博明 | 奥野浩行 水野竜馬 | 伊藤美奈 梶浦紳一郎 三好和也 | 小林利充          |
| Line.X （OAD） | エニタイム エニウェア | 古怒田健志 | 水野竜馬 | 加藤顕            | 伊藤美奈 小川浩司 梶浦紳一郎 | 小林利充          |

### 放送局
| 放送期間                | 放送時間                     | 放送局       | 対象地域 | 備考                                 |
| ----------------------- | ---------------------------- | ------------ | -------- | ------------------------------------ |
| 2018年4月7日 - 6月23日  | 土曜 23:30 - 日曜 0:00       | AT-X         | 日本全域 | 製作参加 / CS放送 / リピート放送あり |
| 2018年4月9日 - 6月25日  | 月曜 1:35 - 2:05（日曜深夜） | TOKYO MX     | 東京都   |                                      |
| 2018年4月10日 - 6月26日 | 火曜 0:30 - 1:00（月曜深夜） | BS11         | 日本全域 | 製作参加 / BS放送 / 『ANIME+』枠     |
|                         | 火曜 1:30 - 2:00（月曜深夜） | サンテレビ   | 兵庫県   |                                      |
| 2018年4月11日 - 6月27日 | 水曜 0:00 - 0:30（火曜深夜） | KBS京都      | 京都府   |                                      |
| 2018年4月22日 - 7月29日 | 日曜 1:35 - 2:05（土曜深夜） | 青森朝日放送 | 青森県   |                                      |

| 配信開始日    | 配信時間           | 配信サイト                                                                            |
| ------------- | ------------------ | ------------------------------------------------------------------------------------- |
| 2018年4月8日  | 日曜 0:00 更新     | GYAO!                                                                                 |
|               | 日曜 12:00 更新    | あにてれ アニメ放題 dアニメストア ニコニコチャンネル ビデオマーケット Hulu FOD U-NEXT |
|               | 日曜 23:00 - 23:30 | ニコニコ生放送                                                                        |
| 2018年4月9日  | 月曜 12:00 更新    | アクトビラ Google Play dTV バンダイチャンネル ひかりTV ふらっと動画                   |
| 2018年4月10日 | 火曜 0:00 更新     | ビデオパス J:COMオンデマンド メガパック                                               |
| 2018年4月11日 | 水曜 0:00 更新     | PlayStation Video                                                                     |
| 2018年4月13日 | 金曜 19:00 更新    | TSUTAYA TV                                                                            |

### BD / DVD
| 巻 | 発売日        | 収録話         | 規格品番      | 規格品番       |
| 巻 | 発売日        | 収録話         | BD限定版      | DVD限定版      |
| -- | ------------- | -------------- | ------------- | -------------- |
| 1  | 2018年6月27日 | 第1話 - 第6話  | KIZX-90362〜4 | KIZB-90275〜7  |
| 2  | 2018年8月22日 | 第7話 - 第12話 | KIZX-90365〜7 | KIZB-90278〜80 |